# 馬龍潭
馬龍潭（1857年—1940年）字腾溪，号灵源。直隶省庆云县（今属山东省）中马村人。中华民国军事将领、书法家。

## 生平
馬龍潭是清朝振威将军马奇峰的次子。少年时文武兼习，中秀才之后屡试不第。清朝光绪三年（1876年）（一说同治七年，1868年）承袭云骑尉世职。奉皇帝诏令，入北京读书两年。后借资回到家乡，交游广泛，不事生产，中年家道渐渐败落。光绪二十二年（1896年）、二十三年（1897年）间，复到北京、天津，未逢机遇。乃出山海关谋生，和乡人共同参与俄国修建营榆铁路的工程。
光绪二十六年（1900年）庚子事变，八国联军攻占北京，奉天将军增祺募兵，马龙潭率数百人应募，编为“盖子军”。同年八月上旬，连续数天和俄军在辽阳、海城、盖县之间作战。战斗中探知俄军进逼沈阳，增祺弃城往义州，马龙潭乃率部到沈阳保护永陵。因保护永陵安全，祭器无缺，获兴京副都统保荐为花翎四品顶戴。后因战功，被任命为连阳总巡。
光绪二十九年（1903年），忠义军头目张桂林依靠俄军势力，四处抢劫，马龙潭设计杀掉张桂林，又亲率十多人在拉蛄河消灭张桂林部下200余人。但清政府迫于俄军的威势，将马龙潭撤职。后又重新起用。
宣统元年（1909年），任奉天巡防右路帮统。同年冬，升任本路统领。中华民国初年，授陆军中将，赏三等文虎章。1914年5月16日，任奉天省东边镇守使。东边镇守使驻防凤城。东边地区和朝鲜接壤，受到日本人觊觎，马龙潭刚柔并施，安定边境。凤城有碑记其事，称赞他：“凤山常峙，鸭水常流，公之功德，同此千秋。”
后来，马龙潭和张作霖不和，被解除陆军职务。民国九年（1920年），改任奉天洮昌道尹。该年，辽河水灾，县城被淹，县长靖某，用船仅搭救吴姓、靖姓之人（黑龙江督军吴俊升是靖某的亲家），普通民众大批溺亡。马龙潭乃将靖某撤职。
馬龍潭曾任东三省巡阅使署高等顾问、黑龙江军政两署顾问。1922年，任四洮铁路督办，监修四洮铁路郑洮段。当时，四洮铁路正、副局长都亲日本，愿意让日本大仓株式会社承修该工程。马龙潭质问：“郑洮工程与京绥孰难？”经马龙潭力争，最终决定分段自修。1924年，马龙潭见梨树县第十五中学破败，乃捐款10053元现洋，新建该中学。
1927年4月5日，馬龍潭获封将军府“龚威将军”。
1931年九一八事变时，马龙潭已经卸任四洮铁路督办，在四平寓居，以诗酒自娱。日军未告知马龙潭，便擅自发布告称马龙潭任中满洲省长。马龙潭提出抗议，日军最终撤消布告。天津《大公报》以“马龙潭触日人之怒”为题进行报道。
马龙潭关心家乡。1920年代初，家乡庆云县大旱，时任洮昌道尹的马龙潭从洮昌拨数千石粮食运到庆云县赈济灾民。民国三年（1914年）、民国十六年（1927年），马龙潭两次捐出巨款，延请人士修庆云县志。
七十岁时，马龙潭将家产卖为现洋，差人送到庆云县老家，建成山东省首所义校“中马私立高初两级学校”，课程全按全国最先进学校设置，有国文、算术、历史、地理、图画、音乐、修身、习学、体育课。教具、设备俱全。学生入学要经严格考试，入学后享受免费待遇，除吃饭外一切费用由马龙潭承担，校长及教师薪金也由马龙潭承担。
晚年马龙潭热心慈善。1940年，马龙潭在四平的寓所逝世。
馬龍潭工书法，取法王文治，字体秀逸俊美。常为人题字或书写牌匾，奉天城内有他书写的匾额，虽有署名，然而真伪并存。